# Boscobel (Rose)
Die Rosensorte ‘Boscobel’ (Syn.: ‚AUScousin‘) ist eine hell- bis lachsrosa gefärbte, öfterblühende Strauchrose, die von David Austin  im September 2012 in Großbritannien eingeführt wurde. ‘Boscobel’ gehört zur Englischen Leander-Hybriden-Untergruppe der Englischen Rosen.  Die Rose entstand aus der Kreuzung zweier unbenannter, nicht patentierter Hybriden. 

## Ausbildung
Die buschig, aufrecht wachsende Rose ‘Boscobel’ bildet einen kompakten kräftigen Strauch mittlerer Größe aus. Die Rosenpflanze wird 90 bis 100 Zentimeter hoch und 60 bis 75 Zentimeter breit.
Die meist einzeln angeordneten Blüten aus bis zu 78 gebogenen Petalen bilden eine schalenförmige, dicht gefüllte Blüte aus. Die Blütenblätter sind rosettenförmig angeordnet. Aus einer runden Knospe von hellrosa Petalen mit hellgelbem Grund entwickelt sich eine schalenförmige Rosette. Die Blütenfarbe changiert in Abhängigkeit vom Blütenalter zwischen hellrosa, lachsrosa und apricotfarben und verblasst später. Die Blüten sind 8 bis 12 cm groß. Die regenbeständige Blüte zeichnet sich durch eine lange Blühdauer von über 10 Tagen aus. Die Blüten sind durch einen langanhaltenden, kräftigen Duft nach Myrrhe mit Nuancen von Holunderblüten und Mandeln charakterisiert.
Die Rose besitzt mittel- bis dunkelgrüne, robuste, glänzende Blätter.
Die remontierende Rose ist winterhart (USDA-Klimazone 5b bis 10b) und regenfest. Sie blüht anhaltend von Juni bis in den Herbst und ist resistent gegenüber den bekannten Rosenkrankheiten.
Die Rose eignet sich zur Mittelgrundbepflanzung von Blumenrabatten, Mixed Border – zum Beispiel gemeinsam mit Storchschnabel und Lavendel – und Bauerngärten. Die Rose ‘Boscobel’ eignet sich zum Ziehen als Hochstamm. 

Die Rosensorte ‘Boscobel’ wird in zahlreichen Rosarien und Gärten der der Welt, unter anderem im Rosenneuheitengarten Baden-Baden, im Rosengarten von Schloss Ippenburg, im Rosarium im Doblhoffpark in Baden bei Wien oder in der Roseraie Princesse Grace in Monaco gezeigt.

Blütenstadien der Rosensorte ‘Boscobel’
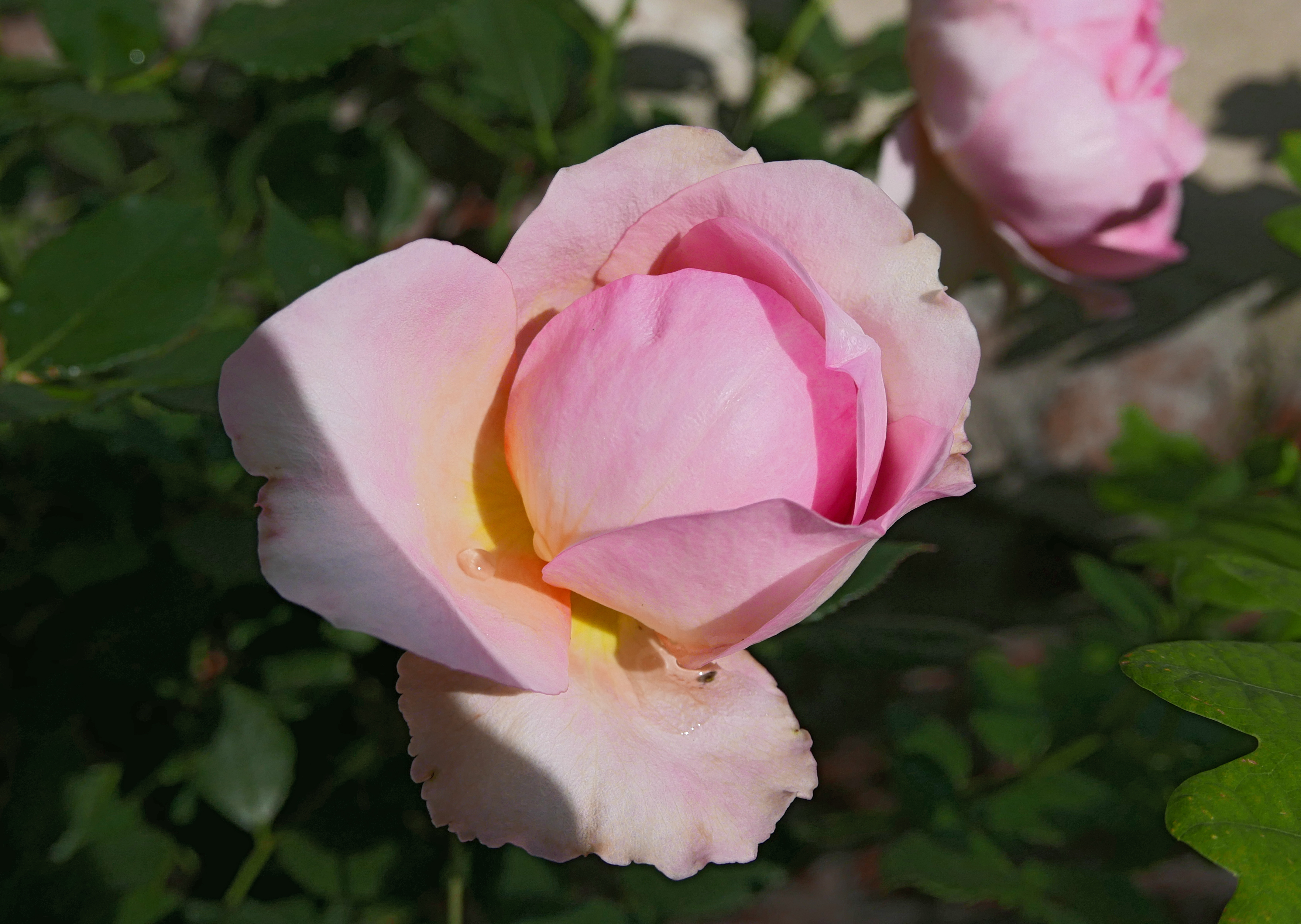
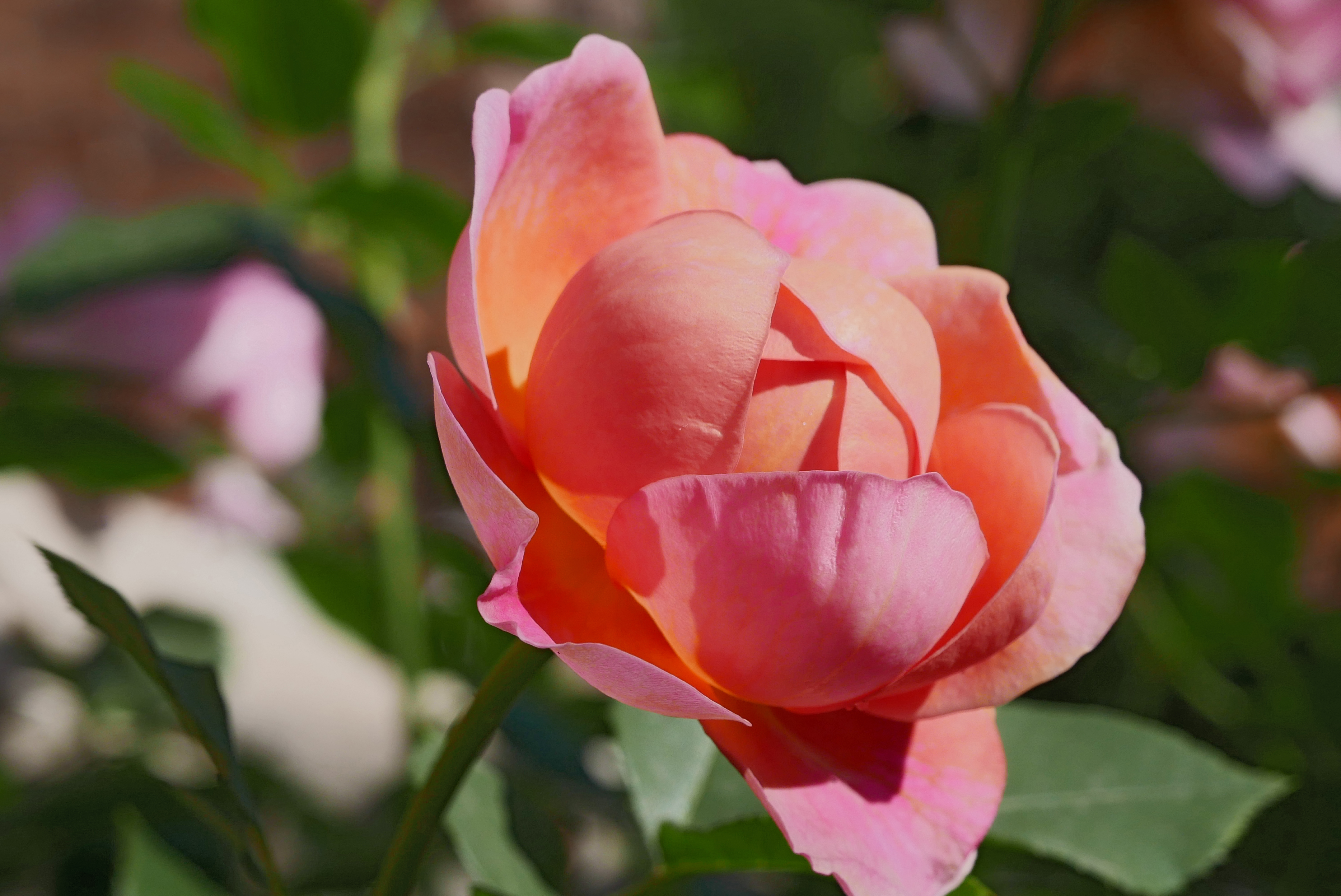
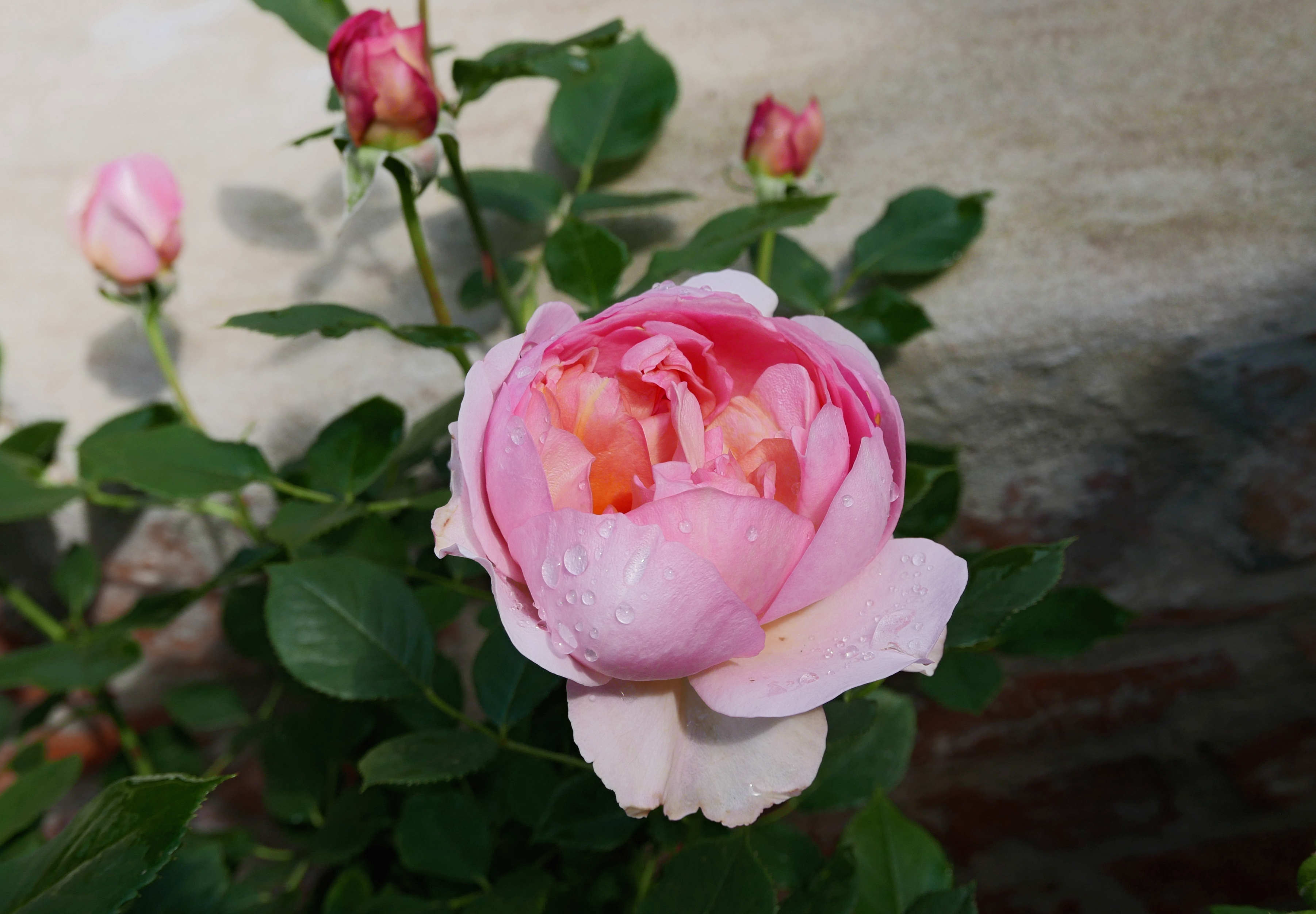
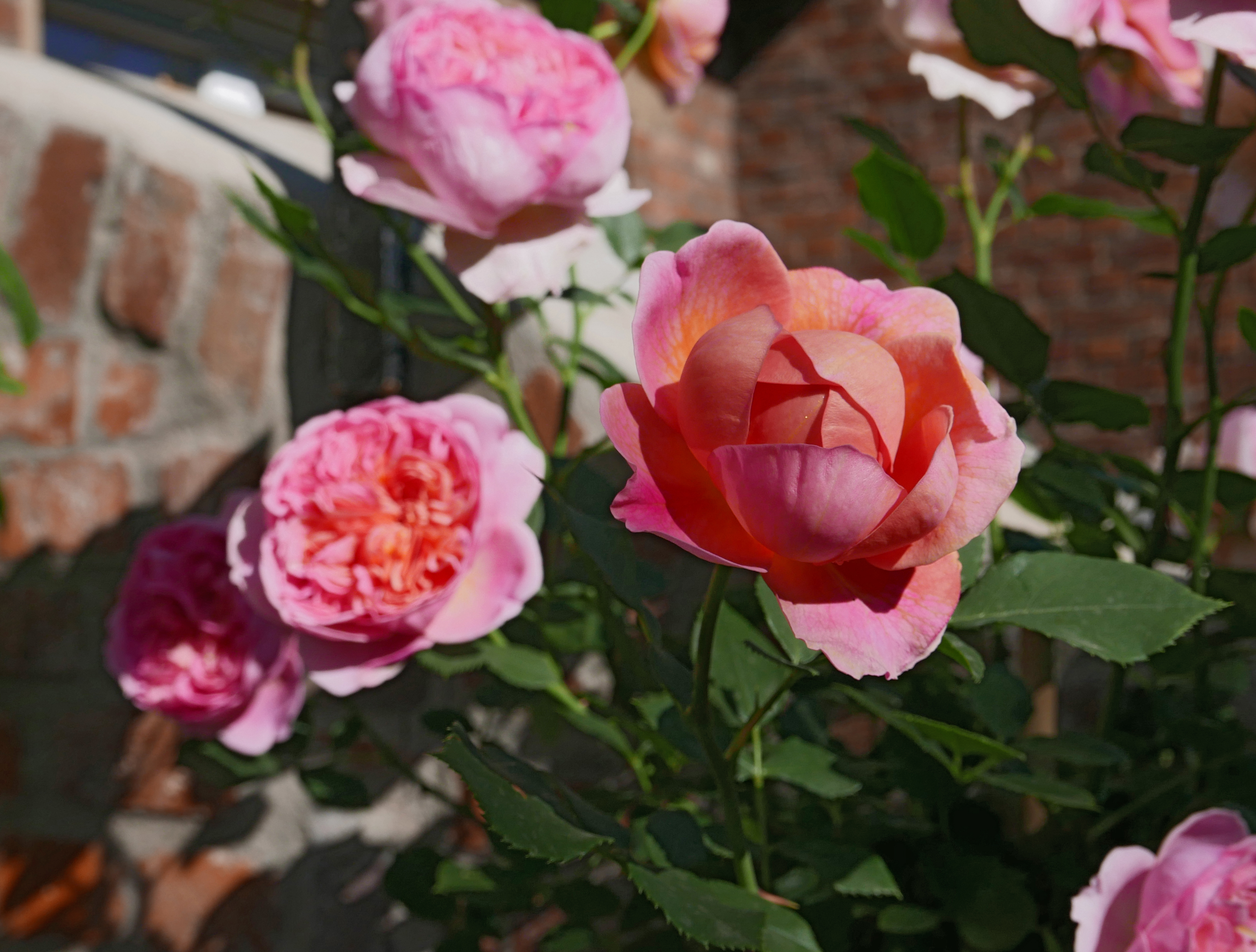
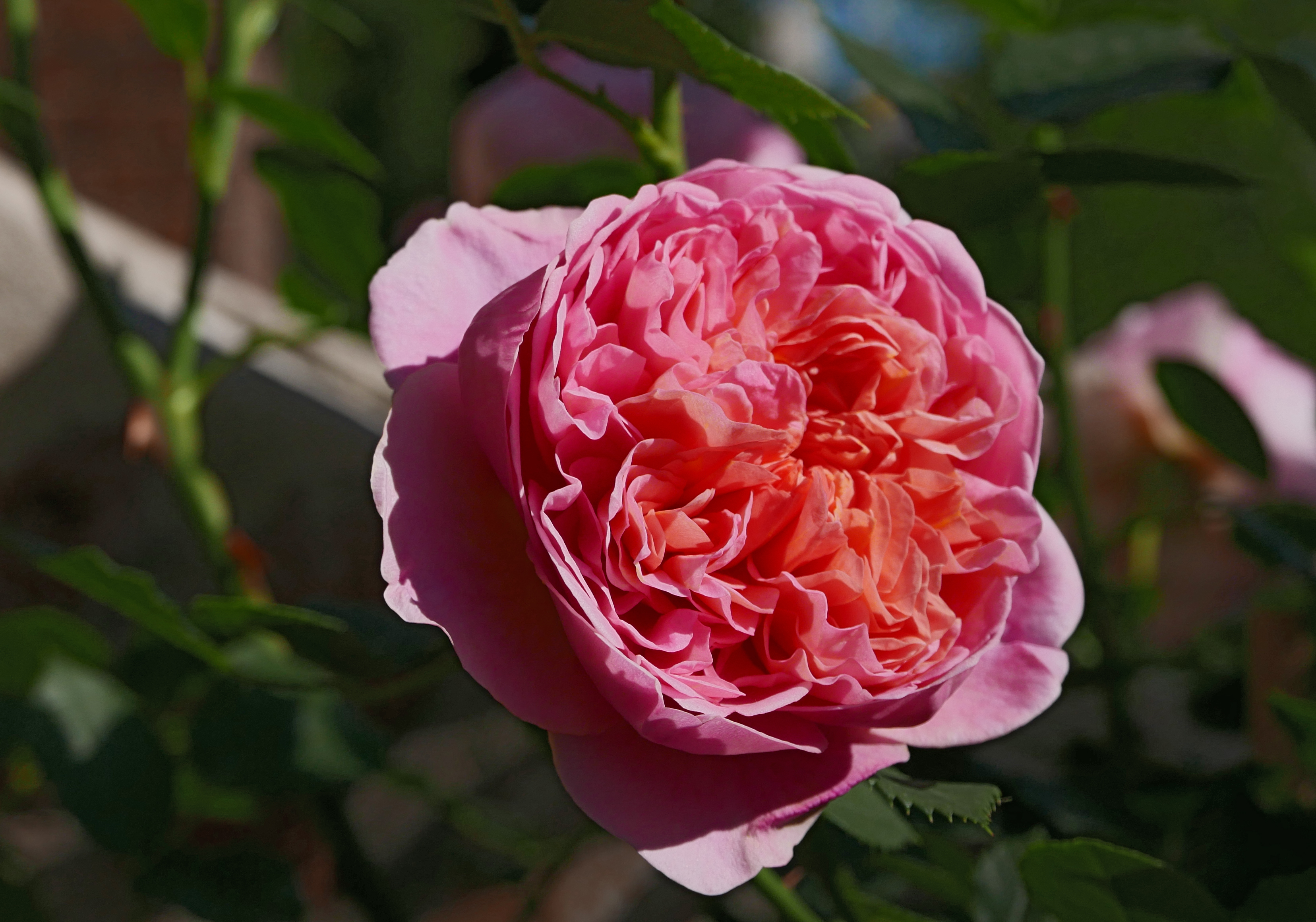

## Namensgebung
Die Rosensorte ‘Boscobel’ wurde nach Boscobel House, einem 1632 erbauten Herrenhaus in der Gemeinde Boscobel in der Grafschaft Shropshire benannt. Boscobel House gehört zur staatlichen Einrichtung des English Heritage. In einer alten Eiche des Herrensitzes versteckte sich Karl II während des englischen Bürgerkrieges auf der Flucht vor Oliver Cromwells Truppen.